# Westfield Sportscars

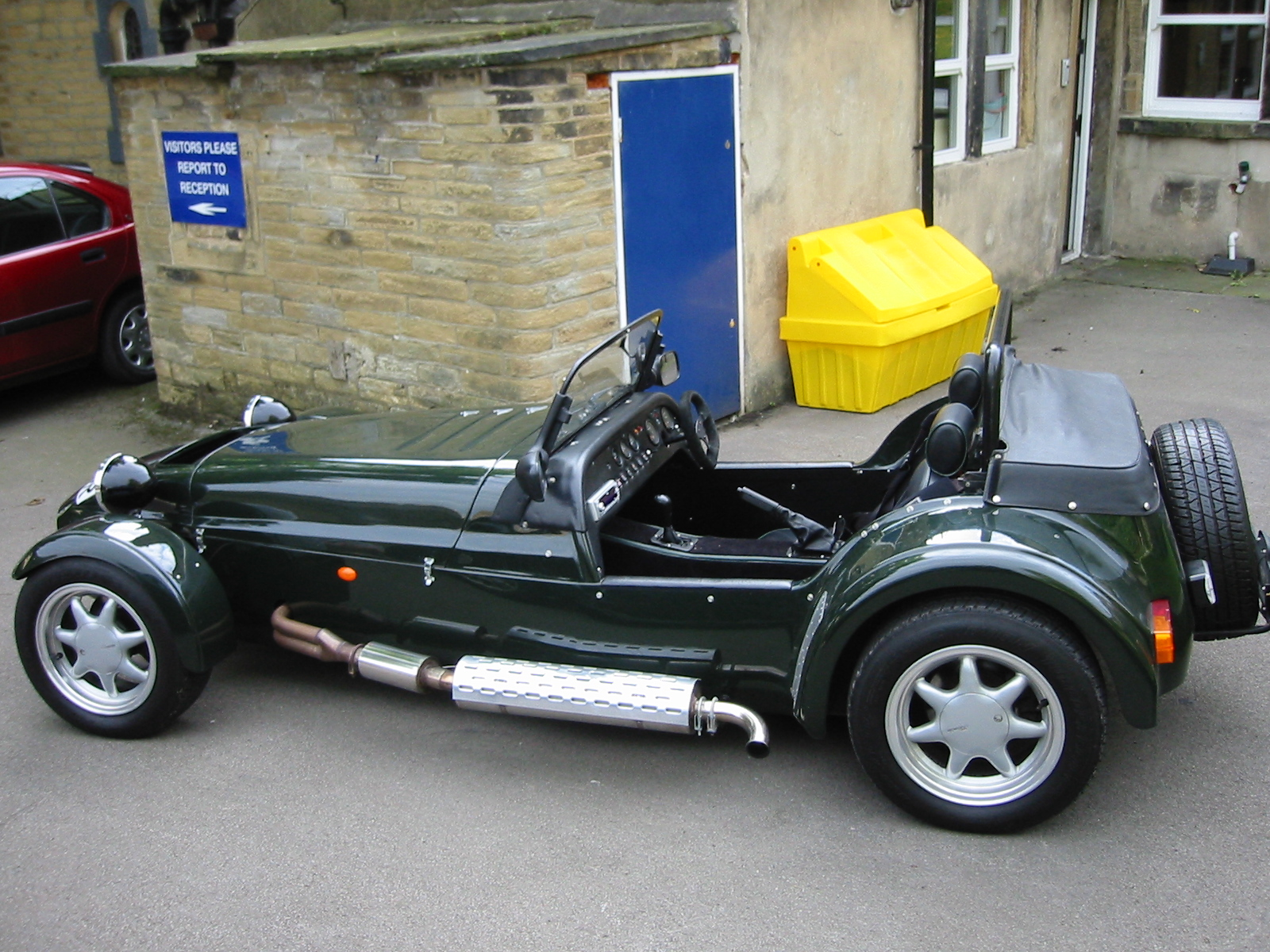
Westfield SEi

Westfield Sportscars är en brittisk biltillverkare vars främsta produkt är en modell kraftigt influerad av Lotus Seven.
Numera finns en svensk återförsäljare. Westfield säljs endast som byggsatsbil i Sverige, och kan då endast registreras som amatörbyggt fordon.